# Pleiocarpa bicarpellata
Pleiocarpa bicarpellata är en oleanderväxtart som beskrevs av Otto Stapf. Pleiocarpa bicarpellata ingår i släktet Pleiocarpa och familjen oleanderväxter. Inga underarter finns listade i Catalogue of Life.